# 希尼亚语
希尼亚语（希尼亚语：ݜݨیاٗ‬）是希尼亚人的母语，属于印欧语系印度-伊朗语族印度-雅利安语支达尔德语支。其使用范围主要在巴基斯坦，在印度也有少量使用者。